# Balthasar Mentzer III

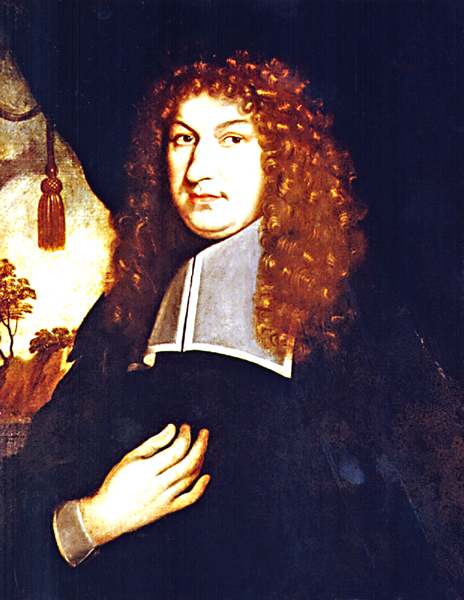
Balthasar Mentzer III.

Balthasar Mentzer III. (* 21. Februar 1651 in Rinteln; † 8. März 1727 in Hamburg) war ein Mathematikprofessor in Gießen und Hamburg. Sein Großvater und sein Vater, beide lutherische Theologen, trugen ebenfalls den Namen Balthasar Mentzer.

## Leben
Mentzer wurde 1651 in Rinteln geboren, wo sein Vater Balthasar Mentzer der Jüngere eine Theologieprofessur bekleidete. Er studierte ab 1668 in Gießen und legte dort 1672 sein Magisterexamen ab. Während seines Studiums begleitete er seinen Vater 1670 auf eine halbjährige Reise nach Stockholm. Später setzte er sein Studium in Leipzig, Jena und Wittenberg fort. 1674 wurde Mentzer auf eine Professur der Mathematik in Gießen berufen, unternahm aber zunächst eine weitere Reise, die ihn nach Holland, Belgien und England führte. Erst 1676 trat er diese Professur an. 1681 war er Rektor der Universität. 1695 gab seine Stellung auf, da er ein Edikt seines Landesherren zu theologischen Streitigkeiten nicht unterschreiben wollte und wechselte stattdessen nach Hamburg an das Akademische Gymnasium, ebenfalls als Professor für Mathematik. Dieses Amt bekleidete er bis zu seinem Tod 1727.
Mentzer verfasste eine Reihe von Schriften zu mathematischen und naturwissenschaftlichen Themen und gab einen Teil der Schriften seines Amtsvorgänger Johann Adolf Tassius heraus.
Mentzer war verheiratet mit Elenora Catharina Müller, der Tochter des Pastors von Kirchenwerder Jacob Müller (* 31. Januar 1621; † 8. März 1676) und dessen Frau Theta Catharina Hanneken. Aus der Ehe entstammt der Sohn Balthasar Mentzer IV, lutherischer Theologe und Pastor in London wurde.

## Werke (Auswahl)
- Kurtze Beschreibung Deß Erschröcklichen Cometen/ so im Monat Decembr. deß 1680. Jahrs erschienen, Franckfurt, 1680.
- M. Balthasaris Mentzeri, Matheseos, in Alma Ludoviciana, Professoris Publici, Compendium Geographicum, Gießen, Müller, 1685.
- Vor-Arbeit Und Schatten-Riß Einiger Mathematischen-Wissenschafften, Hammonsburg, Neumann, 1696.
- (Hrsg.) Johannis Adolfi Tassii ... Opuscula Mathematica Hamburg, Liebezeit, 1699.
- Neu-erfundene Antlia Pneumatica oder Lufft-Röhre Sampt deren Lustigen Würckungen, Hamburg : Neumann, 1707.
- Astronomischer Schatten-Riß und genaue Beschreibung der am 22. April 1715, Hamburg, [ca. 1715].
- Kurtzer Entwurff des gantz ungewöhnlichen und an vielen Orten, sowohl im Monath Martio, als auch in denen letzt-verwichenen heil. Oster-Tagen allhier wahrgenommenen hellen Lichtes, Hamburg, Greflinger, [1716].